# Барщинка (Ярославская область)
Барщинка — деревня Рыбинского района Ярославской области России. Входит в состав Огарковского сельского поселения. В деревне родился Маршал СССР Василий Блюхер. На 1 января 2007 года в деревне не числилось постоянных жителей. 

## География
Деревня расположена на правом берегу реки Волготня, в ряду деревень, следующих непрерывной чередой в нижнем течении этой реки. Напротив Барщинки река делает крутой поворот, меняя направление течения с северо-западного на юго-западное. Выше Барщинки по течению, на том же берегу стоит деревня Ольгино и далее — Грибово. Ниже по течению — Макарово. На противоположном, левом берегу деревня Семенково. Деревня расположена далеко к востоку от деревни Волково, стоящей на автомобильной дороге Р104 на участке Рыбинск-Пошехонье, к которой по правому берегу Волготни ведёт просёлочная дорога через Макарово .

## История
Деревня указана на плане Генерального межевания Рыбинского уезда 1792 года, как деревня Борщинка.
С 1924 по 1929 год деревня была административным центром Барщинского сельсовета в составе Огарковской волости. Барщинский сельсовет был создан 13.06.24 года решением 2-й сессии губисполкома, ликвидирован Постановлением Президиума ВЦИК от 10.06.29 года вместе с Рыбинским уездом и Огарковской волостью. Территория сельсовета вошла в состав вновь созданного Волковского сельсовета.

## Население
| 2007 | 2010 |
| ---- | ---- |
| 0    | →0   |

## Инфраструктура
Личное подсобное хозяйство. Почтовое отделение, расположенное в деревне Волково, обслуживает в деревне Барщинка 13 домов.

## Транспорт
Деревня доступна автотранспортом. 